# Elizabeth Jesser Reid
Pour les articles homonymes, voir Reid.
Elizabeth Jesser Reid (née Sturch le 25 décembre 1789 à Londres, et morte le 1er avril 1866 dans la même ville) était une réformatrice sociale britannique, engagée en faveur de l'abolition de l'esclavage et une philanthrope. Elle est la fondatrice du Bedford College, destiné à l'éducation supérieure des jeunes filles, en 1849.

## Biographie
Elizabeth Sturch naît à Londres le 25 décembre 1789, deuxième fille de William Sturch, quincailler et auteur d'essais théologiques unitariens et d'Elisabeth Sturch. Elle épouse en 1821 le médecin londonien John Reid (en), spécialiste des troubles nerveux, qui est propriétaire de terres le long du fleuve Clyde près de Glasgow. Le port s'agrandit et cela permet à John Reid d'accroître sa fortune. Beaucoup plus âgé qu'elle, il meurt l'année qui suit leur mariage. À sa mort, Elizabeth Jesser Reid se retrouve en possession d'une fortune assez importante pour assurer son existence et participer à des actions de charité. Elle participe à des groupes unitariens libéraux.

### Combat abolitionniste
Elle participe à la première convention internationale contre l'esclavage (en) qui se tient à Londres en 1840. Elle y rencontre Lucretia Mott et les autres déléguées américaines à qui on a refusé le droit de s'exprimer. En 1853, elle accueille chez elle Harriet Beecher Stowe qui fait une tournée de conférences pour parler de l'esclavage, et en 1860, elle loge Sarah Parker Remond, activiste afro-américaine mandatée par l'American Anti-Slavery Society pour donner des conférences en Angleterre, durant ses études au Bedford College.

### Fondation du Bedford College
En 1849 elle fonde, à son domicile, le Bedford College situé à Bedford Square dans le quartier de Bloomsbury à Londres. Cet établissement est destiné aux jeunes femmes, afin qu'elles puissent accéder aux études supérieures. Ses premières étudiantes célèbres sont Barbara Bodichon et George Eliot. Le Bedford College, connu sous le nom de Royal Holloway est ensuite devenu un collège mixte, rattaché à l'université de Londres en 1900.
Elizabeth Jesser Reid meurt en 1866, à son domicile du 21 York Terrace, Regent's Park, en laissant ses biens au Bedford College.